# Katedra w St Albans

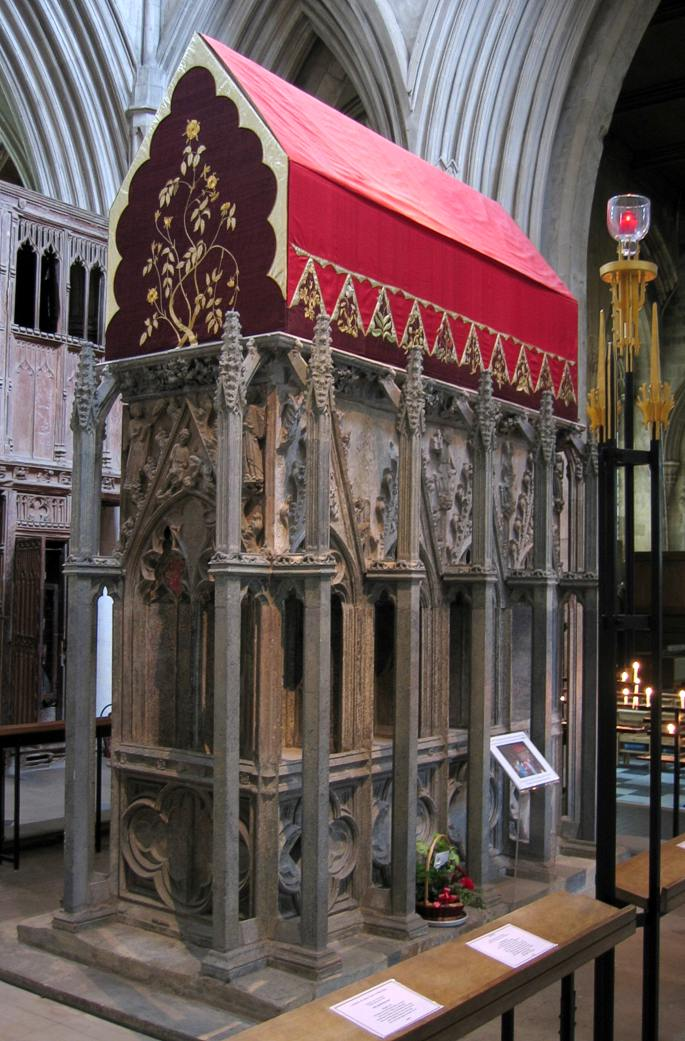
Grobowiec św. Albana w katedrze jego wezwania.

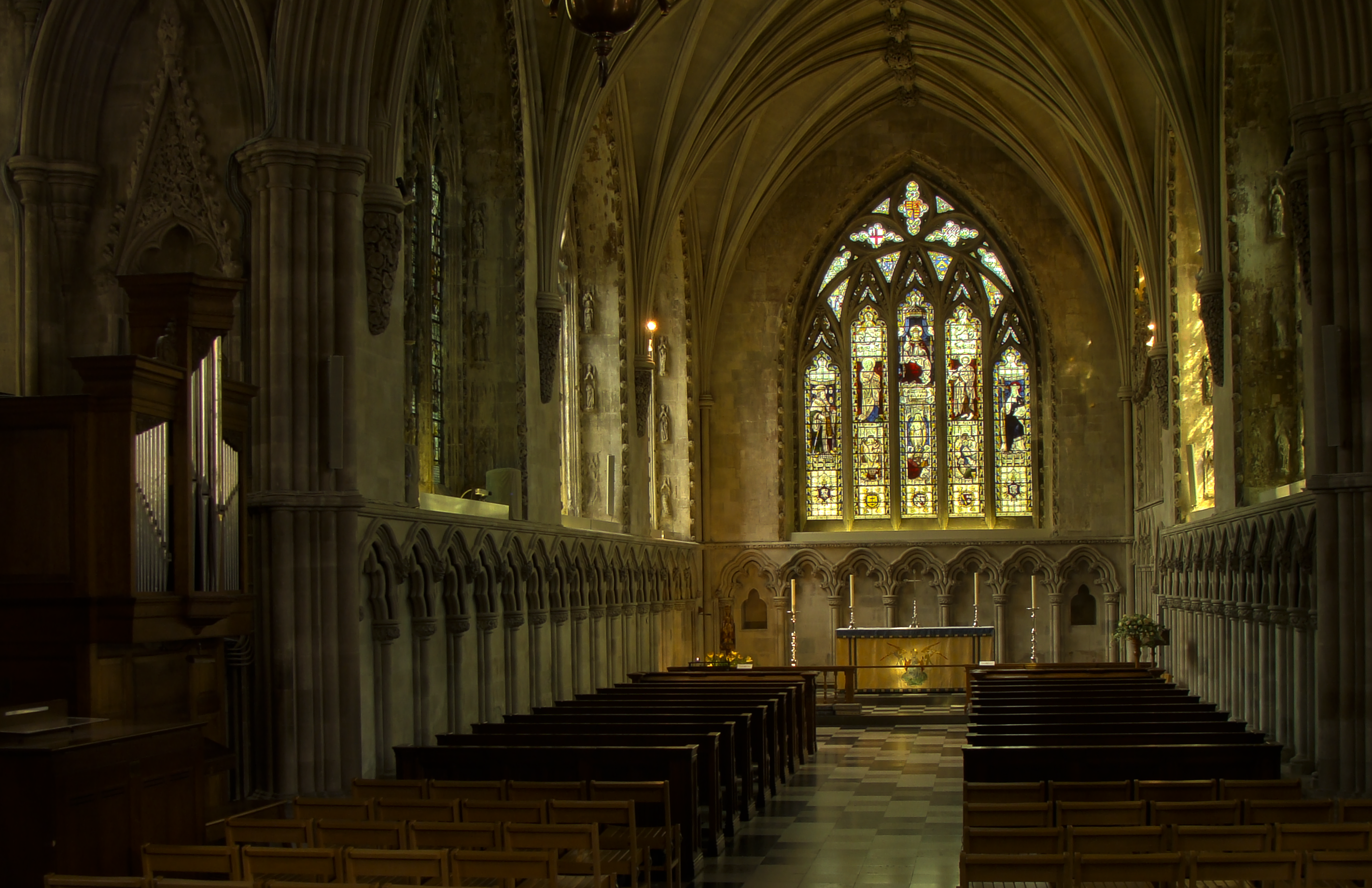
Wnętrze katedry: The Lady Chapel.

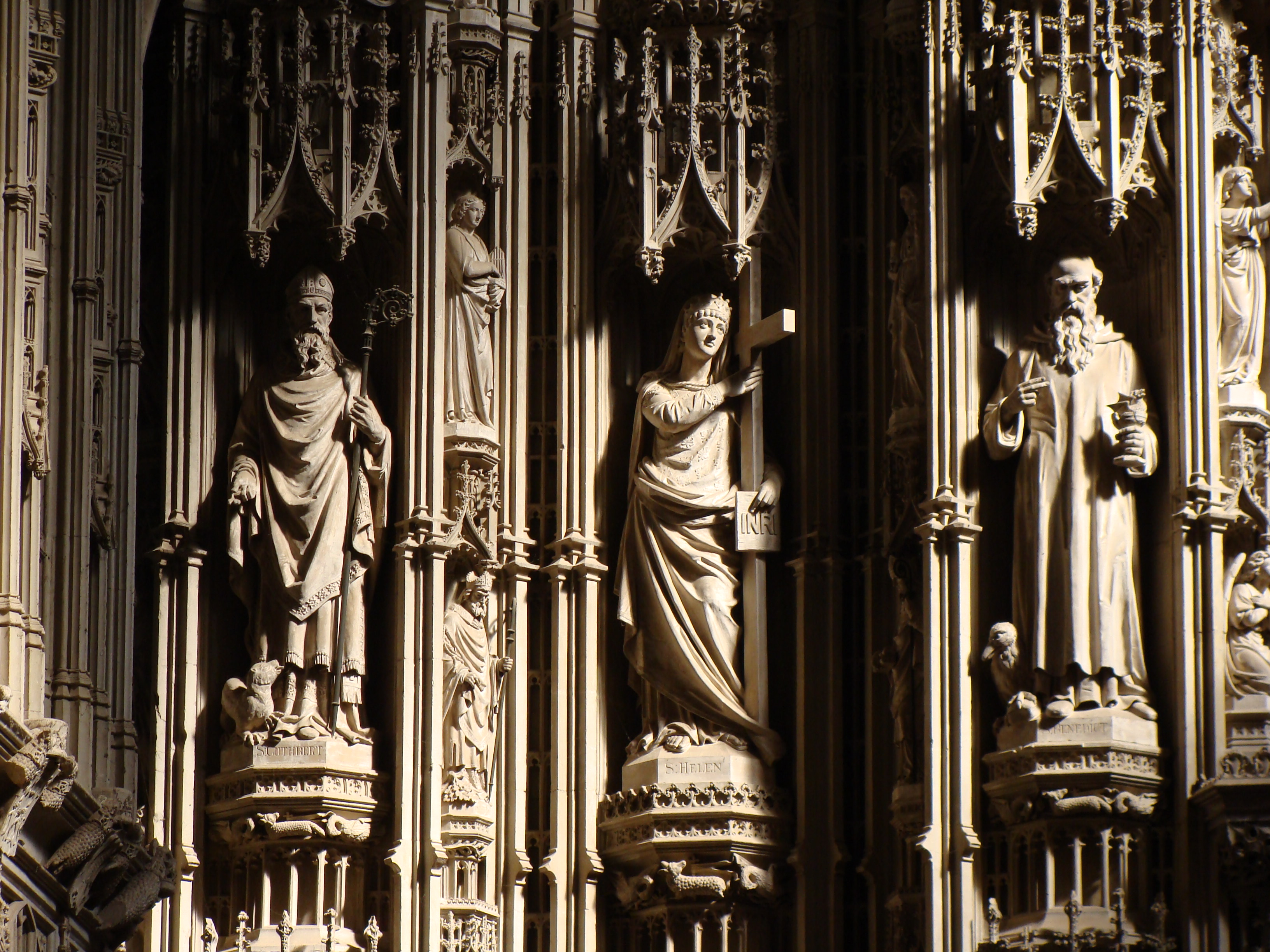
Fragment ołtarza w Katedrze w St Albans

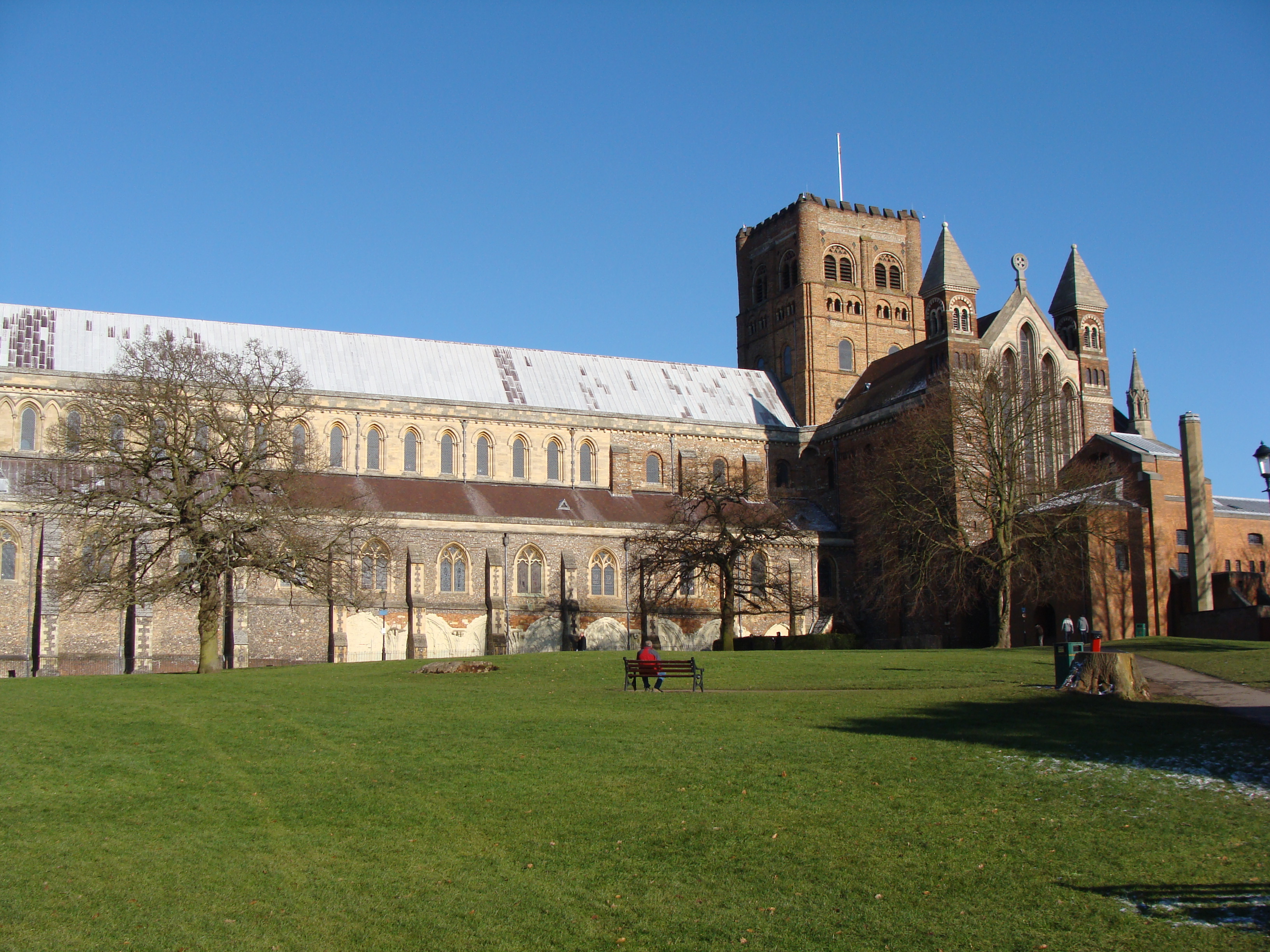
Katedra w St Albans, widok od strony Verulamium.

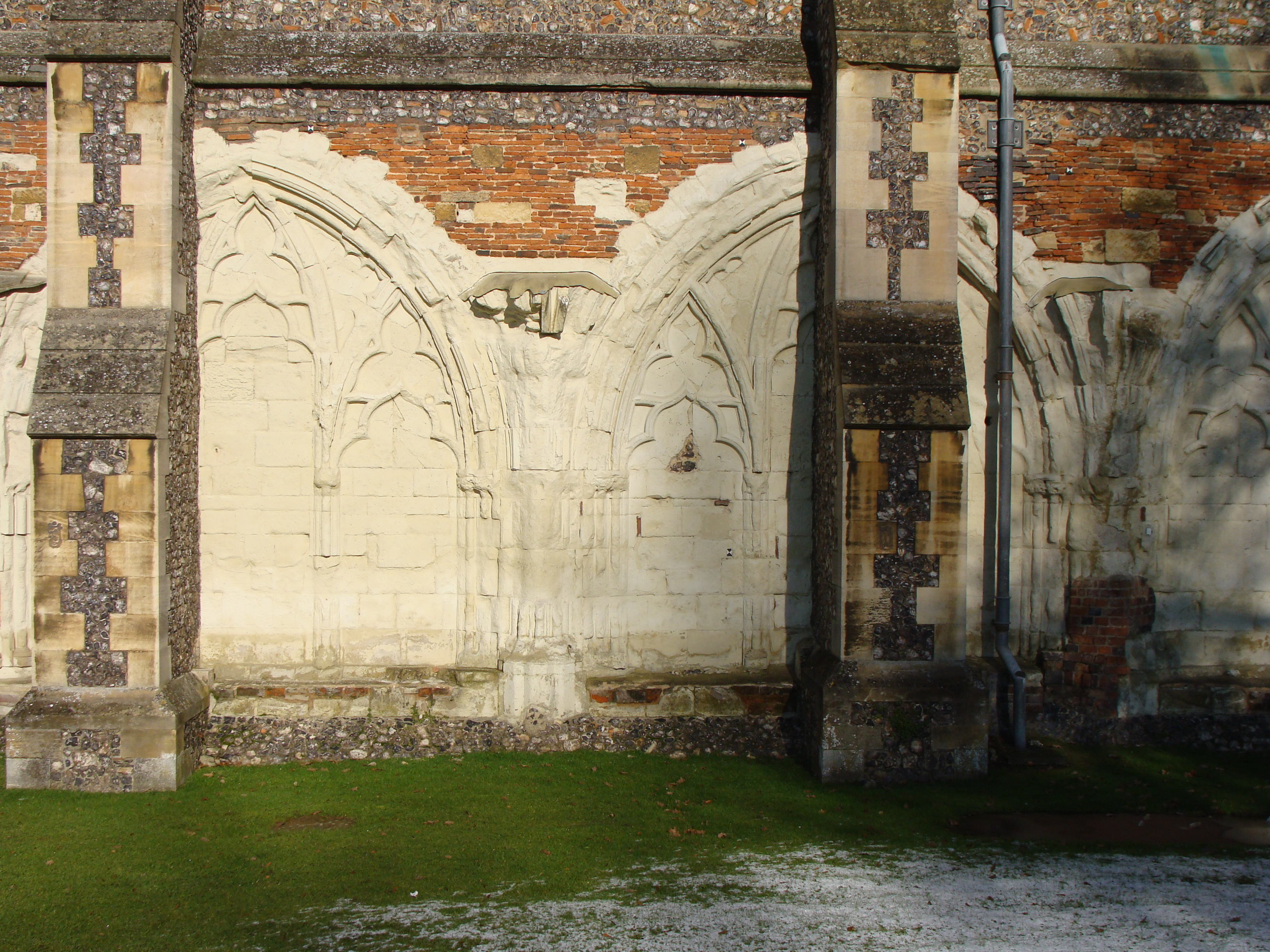
Fragment dawnych kużganków katedry.

Katedra w St Albans (ang. St Albans Cathedral, oficjalnie Cathedral and Abbey Church of St Alban – Katedra i Kościół Opactwa pw. św. Albana) – wybudowana w latach 1077–1893 katedra Kościoła Anglii w St Albans w hrabstwie Hertfordshire w Anglii. Katedra jest siedzibą diecezji St Albans, należącej do prowincji Canterbury.
Kościół katedralny wybudowany został na wzgórzu zwanym Holmhurst Hill (dzisiejsza nazwa wzgórza i drogi prowadzącej do katedry to Holywell Hill). Wcześniej, od VIII wieku, na wzgórzu istniał klasztor benedyktynów ufundowany przez Offę, króla Mercji. W wyniku badań archeologicznych najstarsze dostępne pozostałości klasztoru wydatowano na rok 793. Kościół katedralny do dziś popularnie zwany jest przez mieszkańców miasta opactwem (the Abbey), mimo że klasztor już nie istnieje.
W kościele znajduje się kaplica i grobowiec św. Albana, męczennika który został patronem katedry i od którego imienia pochodzi współczesna nazwa miasta. W roku 2002 zaprezentowano łopatkę – relikwię świętego, która obecnie znajduje się w grobowcu.

## Architektura
Katedra łączy w sobie style romański oraz gotycki.
Do zbudowania kościoła wtórnie użyto wapienia z Lincolnshire (Barnack stone), pochodzącego z pobliskich ruin rzymskiego miasta Verulamium. Wykorzystano także kamień Totternhoe z Bedfordshire, marmur z Purbeck oraz różne gatunki lokalnego wapienia: Ancaster, Chilmark, Clipsham itd.

### Wymiary
- Długość: 167,8m
- Długość (nawa): 84m
- Szerokość z transeptami: 58.5m[2]
- Szerokość (nawa): 23m
- Wysokość maksymalna: 43,9m
- Wysokość (nawa): 20.2m
- Liczba wież: 1
- Wysokość wieży: 43,9m[3]
- Powierzchnia: 4 900m²[3]

84-metrowa nawa katedry w St Albans jest najdłuższą nawą w Anglii.

## Nabożeństwa
Katedra pełni funkcję ekumeniczną. Odbywają się tu nabożeństwa: anglikańskie, rzymskokatolickie, prawosławne, luterańskie (w języku niemieckim) oraz ogólnochrześcijańskie.

## Międzynarodowy Festiwal Organowy
Od roku 1963 w katedrze odbywa się Międzynarodowy Festiwal Organowy w St Albans (ang. St Albans International Organ Festival), wśród laureatów znaleźli się Dame Gillian Weir, Thomas Trotter oraz Naji Hakim.

## Pochówki
W katedrze i na przykościelnym cmentarzu pochowani zostali m.in.:
- Thomas de la Mare (zm. 1396), opat
- John Whethamstede (zm. 1465), opat
- Thomas Clifford, VIII Baron de Clifford (1414–1455)
- Edmund Beckett, I Baron Grimthorpe
- Robert „of the Chamber” Breakspear (zm. 1110), ksiądz w diecezji w Bath, później mnich w St Albans; ojciec Nicholasa, który został jedynym pochodzącym z Wielkiej Brytanii papieżem znanym jako Hadrian IV.
- Thomas Legh Claughton, pierwszy biskup St Albans (1877–1890), pochowany przy kościele.
- Robert Runcie, biskup St Albans (1970–1980), Arcybiskup Canterbury 1980–1991, pochowany przy kościele
- Richard d’Aubeney (1097–1119), opat
- John of Wallingford, opat
- John de la Moote, opat (1396–1401)
- Ralph Gubion (zm. 7 lipca 1150), opat i historyk
- John of Hertford (zm. 1335), opat
- Robert of Gorron (zm. ok. 1170), opat
- Adam Rous (zm. 1370), chirurg króla Henryka III
- Simon Warin (zm. 1195), opat
- William of Trumpington, opat (1214–1235)
- Humphrey, diuk Gloucester (zm. 1447), czwarty syn króla Henryka IV
- Edmund Beaufort, I diuk Somerset (zm. 1455)
- Sir Anthony (lub Antony) Grey (zm. 1480)

## Opaci St Albans
Lista opatów w St Albans do roku 1539.
1. Willegod (793–?)
2. Wulsig
3. Wulnoth (Walworth) (ok. 930)
4. Eadfrith
5. Wulsin (Ulsinus) (zm. ok. 968)
6. Aelfric
7. Ealdred
8. Eadmer
9. Leofric
10. Ælfric of Abingdon (zm. 1005)
11. Leofstan
12. Frithric (Frederic)
13. Paul of Caen (1077–1093)
14. Richard d’Aubeney (1097–1119)
15. Geoffrey of Dunstable (1119–1146)
16. Gorion Ralph
17. Robert of Gorham (1151–1166)
18. Symon (1167–1183)
19. Warin (1183–1195)
20. John de Cella (1195–1214)
21. William of Trumpington (1214–1235)
22. John of Hertford (1235–1260)
23. Nieznany (1260–1302)
24. John de Maryns (1302–1308)
25. Hugh of Eversden (1308–1327)
26. Ryszard z Wallingford (1326–1335)
27. Michael of Mentmore (1335–1349)
28. Thomas de la Mare (1349–1396)
29. John de la Moote (1396–1401)
30. William Heyworth (1401–1420)
31. John of Wheathampstead (1420–1440) (zrezygnował 1440)
32. John Stoke (1440–1451)
33. John of Wheathampstead (1451–1465) (po raz drugi, 1451)
34. William Albon (1465–1475)
35. William of Wallingford (1476–1484?)
36. Thomas Ramryge (1492–1520)
37. Robert Catton (1529–1538)
38. Robert Boreman (1538–1539), ostatni opat klasztoru w St Albans

## Adres
Cathedral and Abbey Church of Saint Alban

Sumpter Yard

St Albans

Hertfordshire

AL1 1BY